# Gruny
Gruny (picardisch: Greuni) ist eine nordfranzösische Gemeinde mit 306 Einwohnern (Stand 1. Januar 2022) im Département Somme in der Region Hauts-de-France. Die Gemeinde liegt im Arrondissement Montdidier und gehört zum Kanton Roye.

## Geographie
Das Gebiet der Gemeinde schließt nördlich an Roye an und wird von der Départementsstraße D1017 (frühere Route nationale 1, an dieser der Ortsteil La Baraque) sowie der stillgelegten Bahnstrecke Chaulnes-Roye durchzogen.

## Geschichte
Die Herrschaft von Gruny unterstand dem Kloster Ourscamp.
Die im Ersten Weltkrieg teilweise zerstörte Gemeinde erhielt als Auszeichnung das Croix de guerre 1914–1918.

## Einwohner
| 1962 | 1968 | 1975 | 1982 | 1990 | 1999 | 2006 | 2010 |
| ---- | ---- | ---- | ---- | ---- | ---- | ---- | ---- |
| 290  | 206  | 220  | 228  | 271  | 300  | 301  | 325  |

## Verwaltung
Bürgermeister (maire) ist seit 2008 Éric Rigaux.

## Sehenswürdigkeiten
- Die im Ersten Weltkrieg stark beschädigte Kirche Saint-Quentin aus dem 12. Jahrhundert.